# Narpus solutus
Narpus solutus is een keversoort uit de familie beekkevers (Elmidae). De wetenschappelijke naam van de soort werd in 1933 gepubliceerd door Brown.